# Podonectria larvispora
Podonectria larvispora är en svampart som först beskrevs av Cooke & Massee, och fick sitt nu gällande namn av Rossman 1977. Podonectria larvispora ingår i släktet Podonectria och familjen Tubeufiaceae.   Inga underarter finns listade i Catalogue of Life.